# Schirrhoffen
Schirrhoffen är en kommun i departementet Bas-Rhin i regionen Grand Est (tidigare regionen Alsace) i nordöstra Frankrike. Kommunen ligger i kantonen Bischwiller som tillhör arrondissementet Haguenau. År 2022 hade Schirrhoffen 800 invånare.

## Befolkningsutveckling
Antalet invånare i kommunen Schirrhoffen
| Referens: INSEE |